# Biccsefalu
Biccsefalu (1899-ig Bitsicza, szlovákul: Bytčica) Zsolna városrésze, egykor önálló község Szlovákiában, a Zsolnai kerületben, a Zsolnai járásban.

## Fekvése
Zsolna központjától 3 km-re délre fekszik.

## Története
A 18. század végén Vályi András így ír róla: „BICSICZA. Tót falu Trencsén Vármegyében, a’ Létai Uradalomban, lakosai katolikusok, Határja jó termékenységű, fája mind a’ kétféle, legelője hasznos, piatza a’ szomszédságban, első Osztálybéli.”
Fényes Elek 1851-ben kiadott geográfiai szótárában így ír a faluról: „Bittsicza, tót falu, Trencsén vármegyében, 1/2 órányira ut. post. Zsolnától, 388 kath., 98 evang., és 4 zsidó lak. Kath. paroch. templom, s fa-kereskedés a Vágh vizén. F. u. a litavai uradalom.”
1910-ben 692, többségben szlovák lakosa volt, jelentős magyar kisebbséggel. A trianoni békéig Trencsén vármegye Zsolnai járásához tartozott.

## Nevezetességei
Szent Imre herceg tiszteletére szentelt római katolikus temploma 1788-ban épült.

## Külső hivatkozások
- Biccsefalu Szlovákia térképén